# منطقه تاریخی ویندزور هیل شرقی
منطقه تاریخی ویندزور هیل شرقی (به انگلیسی: East Windsor Hill Historic District) یک منطقهٔ مسکونی در ایالات متحده آمریکا است که در South Windsor واقع شده‌است.